# Torre Girona
La Torre Girona és una finca del barri de Pedralbes, al districte de les Corts de Barcelona, catalogada com a bé amb elements d'interès (categoria C). Actualment, la torre acull el Rectorat de la UPC, i la capella, el Centre de Supercomputació de Barcelona, amb el superordinador MareNostrum, un dels més potents d'Europa.

## Història i descripció

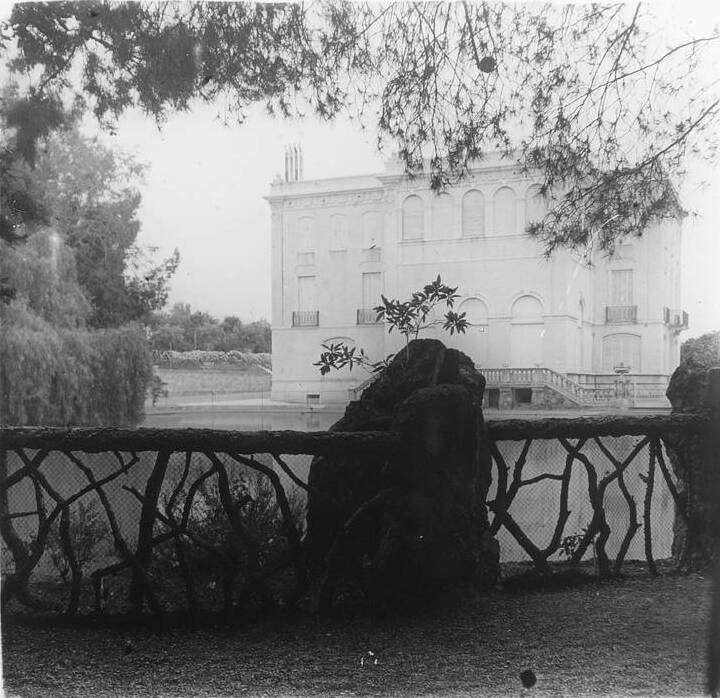
La casa i el llac el 1916

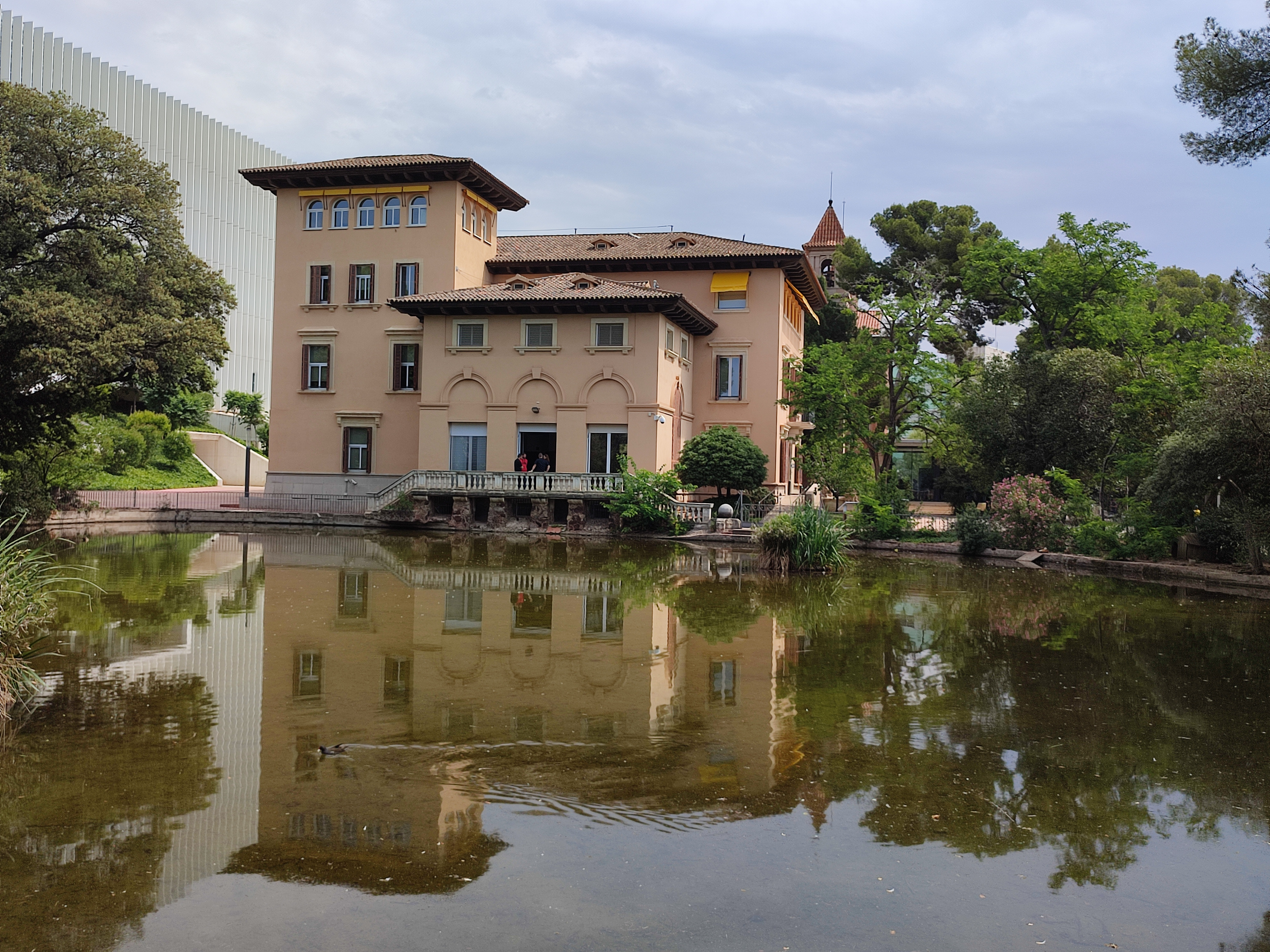
Torre Girona

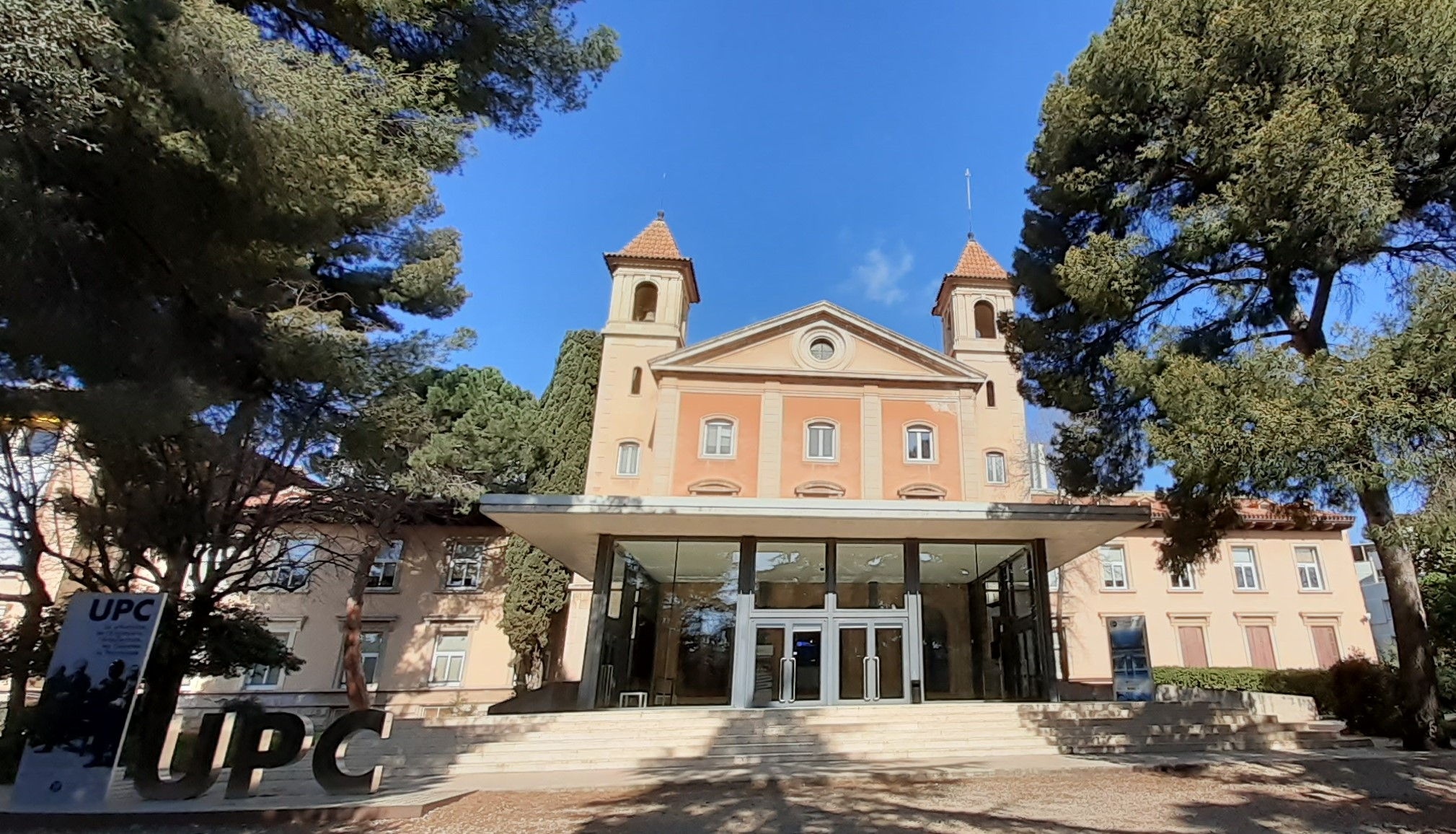
Antiga capella

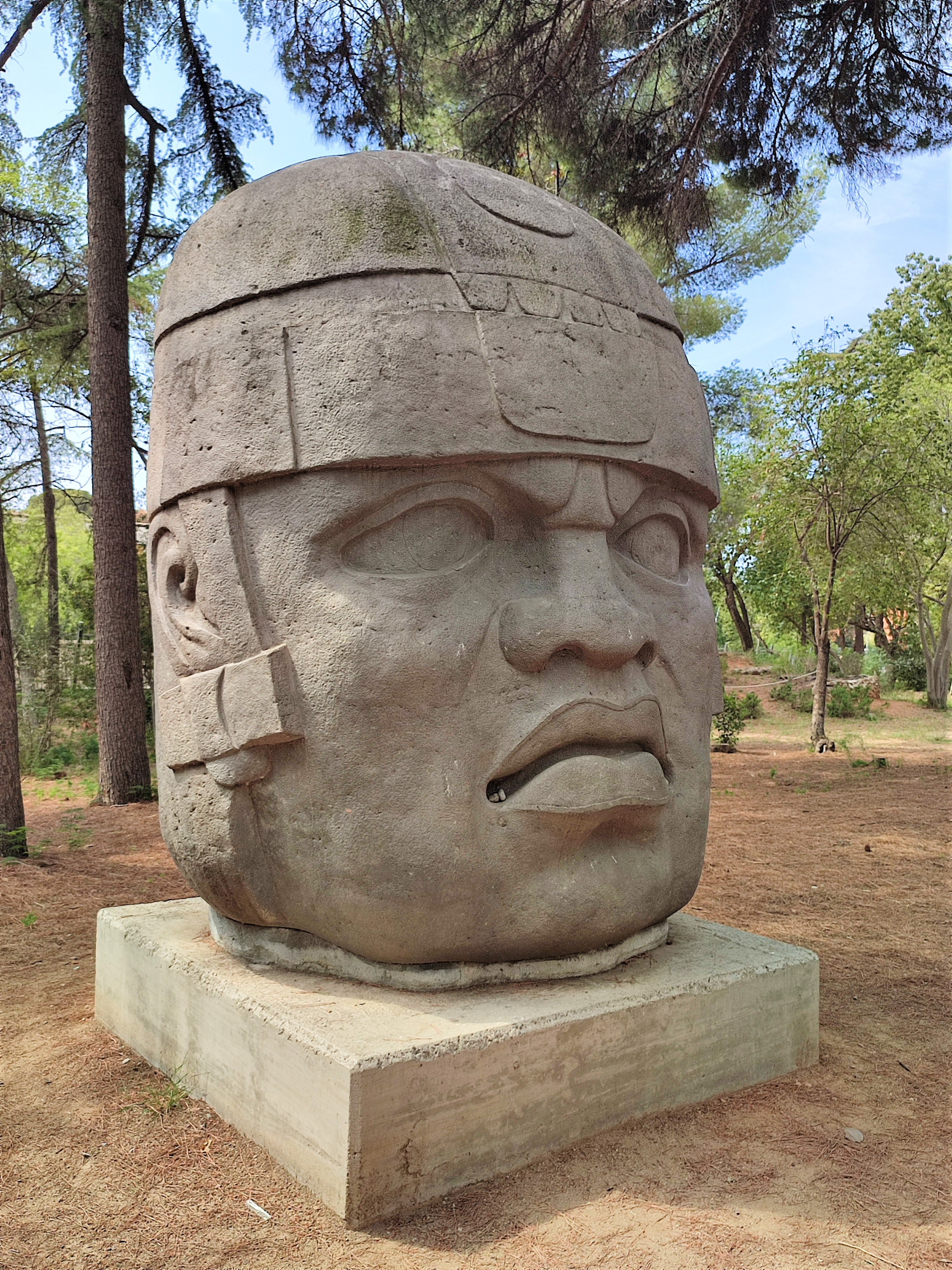
Rèplica de cap colossal olmeca

El 1823, Rita Agrafel, segona esposa d'Ignasi Girona i Targa, va adquirir al pagès de Sarrià Josep Anton Amat una peça de terreny plantada de vinya, que havia estat segregada de l'antic mas Artès, propietat dels Custó. El 1857, el seu fill Manuel Girona i Agrafel va adquirir a Joaquim Molet (usufructuari) i la seva esposa Manuela Bobera (propietària) una altra peça de terra procedent de l'antic mas Custó. El 1863 ja era construïda la seva torre d'estiuieg, obra de l'arquitecte Josep Oriol Mestres i Esplugas.
Constava de soterranis, planta baixa, pis i golfes. A la finca també hi havia la casa del jardiner, una torre-molí de vent per a disposar d'aigua, així com horta, vinya i boscs, i uns jardins que es van dissenyar seguint l'estil romàntic i classicista dels jardins europeus, amb l'aigua com a element protagonista, i constituïen un parc temàtic de l'època (la família Girona l'anomenava «el parc»), amb pavellons xinesos, escultures, atraccions i un molí de vent (desapareguts). Al costat de la casa es va construir un gran estany d'aparença natural, amb un embarcador i un mirador (que encara existeix).
Cap a començament del segle xx, Manuel Girona i Vidal, fill del banquer, hi va fer construir un hivernacle i una caseta de camp, de planta baixa i golfes, amb pati, cavallerisses i cotxeres. Morí el 1920 i deixà la finca en herència als seus fills Lluís, Carles, Xavier i Manuel Girona i Fernández-Maqueira, que el 1924 es dividiren el patrimoni i l'adjudicaren a aquest darrer.
A la dècada del 1940, es va construir al costat de la casa una gran capella d'estil classicista flanquejada per dos esvelts campanars. Als anys 1960, la torre va ser ocupada pel col·legi de monges de l'Assumpció, i més tard, per l'Escola d'Enginyers de Camins, Canals i Ports de la UPC. Actualment, en resta l'edifici principal (tot i que reformat per a oficines), la capella, les cotxeres i les cavallerisses, situades al costat de la plaça d'Eusebi Güell i el carrer de Dolcet.
El 2012, la Universitat Veracruzana de Mèxic va donar a la UPC una còpia fidel de la Cabeza Colosal Olmeca 1 del museu de Xalapa, que es va col·locar als jardins, cedits a l'Ajuntament de Barcelona com a parc públic l'abril de 2019. Entre els arbres centenaris n'hi ha tres catalogats: un pi blanc (Pinus halepensis), un pi pinyer (Pinus pinea) i un arbre ampolla (Brachychiton populneus), i d'altres molt interessants com un xiprer araar (Tetraclinis articulata), un conjunt destacable de l'espècie taronger de Louisiana (Maclura pomifera), alguns llentiscles (Pistacia lentiscus) i aladerns (Rhamnus alaternus) de port arbori, i altres arbres de gran mida.